# Dimni štapići
Dimni štapići su industrijski proizvedeno gorivo za pčelarske dimilice, odnosno sredstvo za smirivanje pčela dimom, koje olakšava pčelarima pripremu dimilice i dimljenje. 
Sastav štapića je razvlaknjeno drvo bjelogorice i crnogorice, piljevina, mješavina aromatskog bila i vosak.
Sastav i oblik štapića omogućava jednostavno i ugodno dimljenje pčela, daje hladan dim, ugodna mirisa koji smiruje pčele. Jedan štapić dimi 3-5 sati ovisno o intenzitetu upuhivanja zraka mijehom.
Šest (6) štapića 25 mm promjera i 160 mm dužine međusobno su povezana u jednu ploču. Štapić se lagano otkida od cjeline, pali se otvorenim plamenom poput šibice i sl. Neizgorjeli dio štapića se jednostavno ugasi začepljivanjem dimilice i kasnije se ponovo koristi.